# 25023 Сандареш
25023 Сандареш (25023 Sundaresh) — астероїд головного поясу, відкритий 17 серпня 1998 року.
Тіссеранів параметр щодо Юпітера — 3,547.